# Sailing to Byzantium
Sailing to Byzantium (Fahrt nach Byzanz) ist ein Gedicht des irischen Schriftstellers William Butler Yeats aus dem Jahr 1927. Es besteht aus vier Strophen zu jeweils acht Versen und schildert eine Reise nach Byzanz (Konstantinopel), die zum Ausgangspunkt von Überlegungen über das Altern, die Kunst und die Suche nach Unsterblichkeit wird.
Yeats hatte zuvor beschrieben, wie er Byzanz als Symbol der spirituellen Suche und als einen Ort sah, an dem religiöses, ästhetisches und praktisches Leben zusammenkamen. Das Gedicht wurde 1927 in der Sammlung October Blast und im Jahr darauf in The Tower gedruckt.

Für Jean-Clarence Lambert lieferte der Dichter mit seiner Dichtung die leuchtende Rehabilitierung des heiligen Byzanz in unserem Bewußtsein: 

„In den »Denkmälern des zeitlosen Geistes« läßt Yeats die letzten Strahlen des göttlichen Lichts auflechten, jenes geistige Gold, das die byzantinischen Künstler »jenseits der Natur«, im »Feuerwerk der Ewigkeit« erstrahlen ließen. Und der irische Dichter betet darum, einst dort einzugehen.“

Passagen des Gedichts wurden ihrerseits in literarischen Werken zitiert, so im Titel der Romane The Dying Animal (2001, deutsch: Das sterbende Tier) von Philip Roth und No Country for Old Men (2005, deutsch: Kein Land für alte Männer) von Cormac McCarthy, einer gleichnamigen Kurzgeschichte von Seán Ó Faoláin (1959) und der mit dem Nebula Award ausgezeichneten Science-Fiction-Novelle Sailing to Byzantium (1985, deutsch: Seefahrt nach Byzanz) von Robert Silverberg.